# Eptesicus nasutus
Espèce
Eptesicus nasutus est une espèce de chauve-souris de l'Ouest de l'Asie appartenant à la famille des Vespertilionidae.

## Distribution
Elle se rencontre en Arabie saoudite, au Sultanat d'Oman, au Yémen, en Irak, en Iran, en Afghanistan et au Pakistan.

## Liste des sous-espèces
Selon Mammal Species of the World (version 3, 2005)  (17 mars 2011) :
- Eptesicus nasutus batinensis Harrison, 1968
- Eptesicus nasutus matschiei Thomas, 1905
- Eptesicus nasutus nasutus Dobson, 1877
- Eptesicus nasutus pellucens Thomas, 1906

## Publication originale
- Dobson, 1877 : Notes on a collection of Chiroptera from India and Burma with descriptions of new species. Journal of the Asiatic Society of Bengal, vol. 46, p. 210–313.